# Carl von Greth
Carl Joseph Franz Edler von Greth  (auch Karl von Greth, * 2. November 1754 in Wiener Neustadt; † 15. Oktober 1827 in Temeswar) war Inhaber des k.k. Infanterie-Regiments Nr. 23 und Festungskommandant in Temeswar.

## Leben und Wirken
Sein Vater Christoph Greth war „Bistumshoffmaister“.
Am 17. Juni 1774 trat Greth dem Infanterie-Regiment Nr. 3 „Carl von Lothringen“ als Kadett bei und wurde im Mai 1776 als Fähnrich in das Infanterie-Regiment Nr. 40 „Karl Colloredo“ überstellt. Mit diesem Regiment kam Greth nach Köln, wo er 1793 im Range eines Kapitänleutnants in das damalige Grenz-Infanterie-Regiment Nr. 16 (das Siebenbürgische Wallachische Grenz-Regiment) überstellt und im selben Jahr zum Hauptmann befördert wurde. Greth machte in der k. k. Infanterie eine steile Karriere und brachte es bis zum General. Greth nahm an den Feldzügen der Jahre 1778–1779 bis 1815 teil. Am 4. Dezember 1796 wurde er zunächst zum Major befördert und zum Grenz-Infanterie-Regiment Nr. 8, den Gradiskanern kommandiert. Im April 1798 kam er zum „Löwenburgischen Freikorps“ und nach dessen Auflösung im Juli 1798 zum leichten Infanterie-Bataillon Nr. 9. Nach seiner am 1. August 1800 erfolgten Beförderung zum Oberstleutnant wurde er dem Grenz-Infanterie-Regiment Nr. 9 zugeteilt sowie im November 1802 wieder dem Grenz-Infanterie-Regiment Nr. 8, zu dessen Oberst und Kommandant er 1805 ernannt wurde. Im Mai 1809 avancierte Greth zum Generalmajor, im September 1813 zum Feldmarschallleutnant. Im gleichen Jahr kommandierte in der Völkerschlacht bei Leipzig die 3. Division des I. Korps von Feldzeugmeister  Colloredo-Mansfeld.
Im Januar 1813 kam er als Divisionär nach Agram. 1817 wurde er Inhaber des Infanterie-Regiments Nr. 23 und wohl kurz zuvor geadelt, um schließlich im Januar 1823 Festungskommandant in Temeswar zu werden. Diese Funktion übte er bis zu seinem Tod im Jahr 1827 aus.
In Temeswar ehelichte er Johanna von Honrath, die Jugendliebe Ludwig van Beethovens. Carl von Greth starb am 15. Oktober 1827. Er und seine Frau sind in der Gruft der Temeswarer Piaristenkirche bestattet.
Greth heiratete 1795 in Köln Johanna von Honrath (* 1770; † 25. November 1823), die Jungenliebe von Beethoven.